# موری اوگای
موری اوگای (به ژاپنی: 森鴎外 Mori Ōgai)؛ (زاده ۱۷ فوریهٔ ۱۸۶۲ درگذشت ۸ ژوئیهٔ ۱۹۲۲) نویسنده، منتقد، مترجم، معلم، پزشک نظامی (با رتبه معادل ژنرال نیروی زمینی) و کارمند عالی‌رتبه دولتی ژاپن در دوران میجی و تایشو بود.
اوگای در منطقه ایوامی تسووانو (که امروزه به شهر تسووانو در استان شیمانه تعلق دارد) متولد شد و نام اصلی‌اش موری رینتارو (森林太郎) بود. او در خانواده‌ای با پیشینه پزشکی متولد شد. خانواده موری به عنوان پزشکان درباری خاندان تسووانو خدمت می‌کردند. اوگای فرزند ارشد خانواده بود و دو برادر و یک خواهر داشت. او دارای القاب و افتخاراتی همچون «نشان درجه یک» و «نشان خدمات درجه سه»بود، و همچنین مدرک دکترای پزشکی و دکترای ادبیات را نیز دریافت کرده بود.
او پس از فارغ‌التحصیلی از دانشکده پزشکی دانشگاه توکیو، به‌عنوان پزشک نظامی ارتش مشغول به کار شد و در ادامه به عنوان دانشجوی اعزامی از سوی وزارت ارتش، چهار سال را در آلمان به فعالیت در حوزه پزشکی نظامی سپری کرد. این پیشینه علمی و تجربی او، به همراه نقش او به عنوان یک روشنفکر و نویسنده، موری اوگای را به یکی از برجسته‌ترین شخصیت‌های فرهنگی ژاپن در دوران مدرن تبدیل کرد.

## سرگذشت

### کودکی و پیشینه
موری رینتارو، که بعدها با نام ادبی موری اوگای شناخته شد، در تاریخ ۱۷ فوریه ۱۸۶۲ در منطقه تسووانو، استان ایوامی (که امروزه به شهر تسووانو در استان شیمانه تعلق دارد) متولد شد. خانواده موری نسل‌ها پزشکان رسمی خاندان تسووانو بودند. از آنجایی که پدربزرگ و پدر موری دامادان خانواده بودند، تولد او به‌عنوان وارث مستقیم این خانواده پس از مدت‌ها، برای آن‌ها اهمیت ویژه‌ای داشت. به عنوان پسر ارشد خانواده پزشکان، موری از کودکی تحت آموزش‌های دقیقی قرار گرفت و آثاری چون «منتخبات کنفوسیوس» (the Analects) و «منسیوس» (Mencius) از متون کلاسیک چینی را مطالعه کرد. همچنین به یادگیری زبان هلندی زیر نظر پدرش پرداخت. او همچنین در مدرسه محلی «یوروکان» به بازخوانی متون کلاسیک چینی مانند «چهار کتاب و پنج کلاسیک» مشغول بود. در ۹ سالگی او از نظر سطح علمی، دانشی معادل یک نوجوان ۱۵ ساله داشت و در این دوره پرآشوب اصلاحات میجی، خانواده و اطرافیان او انتظارات بالایی از آینده‌اش داشتند.

### مهاجرت به توکیو

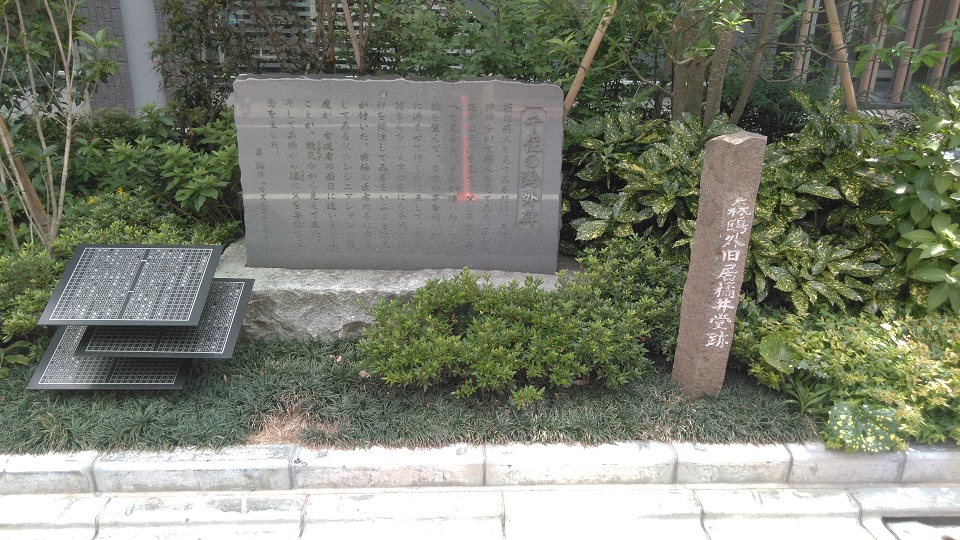
سنگ یادبود موری اوگای در محل اقامت سابق او مقابل برج سنجو، سنجو توکیو

در سال ۱۸۷۲ (میجی ۵)، به دنبال اصلاحاتی مانند لغو نظام فئودالی و ایجاد استان‌ها، موری اوگای که در آن زمان ۱۰ سال داشت، همراه با پدرش به توکیو مهاجرت کرد. آنها در منطقه‌ای که امروزه به هیگاشی موکوجیما در سومیدا معروف است، سکونت یافتند. در توکیو، برای آماده شدن جهت ورود به مدرسه پزشکی دولتی (که در آن استادان آلمانی به زبان آلمانی تدریس می‌کردند)، در اکتبر همان سال به مدرسه خصوصی «شین بونگاکوشا»وارد شد تا زبان آلمانی بیاموزد. به منظور سهولت دررفت وآمد، اوگای مدتی را به‌طور موقت در خانه یکی از بستگان مقامات دولتی به نام نیشی آمانه اقامت داشت. سال بعد، باقی اعضای خانواده موری نیز پس از فروش خانه و املاک خود، تسووانو را ترک کردند و به سنجو، جایی که پدر او کلینیک پزشکی خود را اداره می‌کرد، نقل مکان کردند.

### تحصیل در مدرسه پزشکی توکیو
در نوامبر ۱۸۷۳ (میجی ۶)، موری اوگای با شرکت در آزمون ورودی در دوره پیش دانشگاهی پزشکی مدرسه پزشکی توکیو (با ظرفیت حدود ۶۰ نفر و مدت تحصیل سه سال) پذیرفته شد. او سن واقعی خود را دو سال بیشتر اعلام کرد و در حالی که تنها ۱۱ سال و ۱۰ ماه داشت، وارد این مدرسه شد. در آن زمان، سیستم آموزشی ژاپن در حال گذار بود و تغییرات مکرری در نام و ساختار مدارس ایجاد می‌شد. سن پذیرش معمولاً بین ۱۴ تا ۱۷ سال بود. با این حال، به دلیل نرسیدن تعداد متقاضیان به حد نصاب (حداکثر ۱۰۰ نفر)، پذیرش همچنان ادامه یافت و علاوه بر اوگای، افرادی با سن بالاتر از حد مجاز (۱۸ و ۱۹ سال) نیز پذیرفته شدند. در نهایت، تعداد دانشجویان جدید به ۷۱ نفر رسید، اما از این تعداد تنها ۳۰ نفر موفق به ادامه تحصیل در دوره اصلی شدند. رقابت در این مدرسه بسیار شدید بود. از ۲۴ دانشجوی کلاس سطح متوسط زبان آلمانی، تنها ۱۱ نفر بدون افت تحصیلی فارغ‌التحصیل شدند، درحالی که در کلاس پایین‌تر، از ۴۱ نفر فقط ۲ نفر توانستند فارغ‌التحصیل شوند. اوگای به دوره اصلی پزشکی (با ظرفیت حدود ۳۰ نفر و مدت تحصیل پنج سال) راه یافت و تحت آموزش استادان آلمانی قرار گرفت. در کنار دروس اصلی، او همچنین از ساتو گِنچوو، استاد طب شرقی، متون کالسیک چینی و پزشکی سنتی را فرا گرفت. او علاوه بر این، تحت راهنمایی اساتیدی مانند گاککای یودا و ایتو ماتسوتان به یادگیری ادبیات چینی و سرودن شعر چینی و ژاپنی پرداخت. در خودزندگینامه‌اش، «ویتا سکشوالیس»، اوگای روش یادگیری خود را اینگونه شرح می‌دهد: «در خوابگاه، فقط اصطلاحات تخصصی‌ای که در همان روز تدریس می‌شدند را پیدا می‌کردم، ریشه‌های یونانی و لاتین آن‌ها را جستجو کرده و با جوهر قرمز در حاشیه صفحات می‌نوشتم. خارج از کلاس، تقریباً تمام وقتم به همین کار اختصاص داشت. وقتی دیگران شکایت می‌کردند که حفظ این اصطلاحات دشوار است، برایم خنده‌دار بود. دوست داشتم به آن‌ها بگویم چرا به جای حفظ کردن مکانیکی، ریشه کلمات را جستجو نمی‌کنند؟» با این حال دوران تحصیل او بدون چالش نبود. خاطرات خواهرش حاکی از نگرانی مادربزرگشان است که با اوگای در خوابگاه زندگی می‌کرد و او را غرق در مطالعه آثار ادبی پیش از امتحانات نهایی می‌دید. همچنین، در اواسط امتحانات نهایی، یادداشت‌های او به دلیل آتش‌سوزی در خوابگاه از بین رفت. از سوی دیگر زمانی که یکی از استادان آلمانی رشته جراحی، پروفسور شولتز، متوجه نوشته‌های ادبی به زبان چینی در دفتر یادداشت اوگای شد، نسبت به او واکنش منفی نشان داد. با وجود این مشکلات، موری اوگای در ۴ ژانویه ۱۸۸۱ (میجی ۱۴) در حالی که ۱۹ سال داشت، با رتبه هشتم از مدرسه پزشکی توکیو فارغ‌التحصیل شد. هم‌دوره‌ای برجسته او، میورا موری‌هارا(که بعدها استاد دانشگاه امپراتوری توکیو شد) در مورد او و یکی دیگر از هم دوره‌ای‌هایش چنین گفت:
| « | در دوران دانشجویی، دو نابغه در میان همکلاسی‌هایم بودند: موری رینتارو با نبوغش و تاکاهاشی جونتارو با تلاشش. هر دو رقبایی قابل احترام بودند. | » |

اوگای دانشجویی بسیار برجسته و بااستعداد بود، طوری که در میان ۱۰ نفر فارغ‌التحصیل شده ۵ تا ۷ سال از دیگر رقبا جوان‌تر بود.

### آغاز خدمت به عنوان پزشک نظامی
پس از فارغ‌التحصیلی، موری اوگای ابتدا قصد نداشت پزشک، کارمند دولت، معلم، یا حتی نظامی شود. او رؤیای نویسندگی را در سر داشت و امیدوار بود به عنوان دانشجوی اعزامی وزارت آموزش به آلمان برود. در این مدت، او مشغول به کمک در بیمارستان پدرش بود. اما در حالی که مسیر آینده او همچنان نامشخص بود، یکی از هم‌دوره‌ای‌هایش به نام کوئیکه ماسانائو (که بعدها مدیر بخش پزشکی وزارت ارتش شد)، طی نامه‌ای طولانی و با شور و اشتیاق، اوگای را به معاون بخش پزشکی ارتش، ایشیگورو تادانوری، معرفی کرد. همچنین یکی از دوستان نزدیک او، کاکو تسورودو (که بعدها به عنوان «پدر علوم گوش و حلق و بینی ژاپن» شناخته شد)، اوگای را به پیوستن به وزارت ارتش تشویق کرد. در نهایت، اوگای در ۱۶ دسامبر همان سال(۱۸۸۱) به عنوان پزشک نظامی درجه پایین (معادل ستوان) وارد ارتش شد و در بیمارستان ارتش توکیو مشغول به کار شد. طبق خاطرات خواهرش، اوگای در جوانی به فعالیت‌هایی مانند طراحی چهار گیاه اشرافی(آلو، بامبو، ارکیده و داوودی) و طراحی مناظر باغ می‌پرداخت. همچنین، پس از ساعات کاری، اغلب به نمایش‌های یوسه (نوعی سالن نمایش سنتی در ژاپن است که در آن هنرمندان به اجرای نمایش‌های کمدی، داستان‌گویی (مانند راکوگو)، تقلید صدا، نمایش‌های عروسکی، موسیقی سنتی، و سایر هنرهای نمایشی می‌پردازند) می‌رفت.

### تحصیل در آلمان

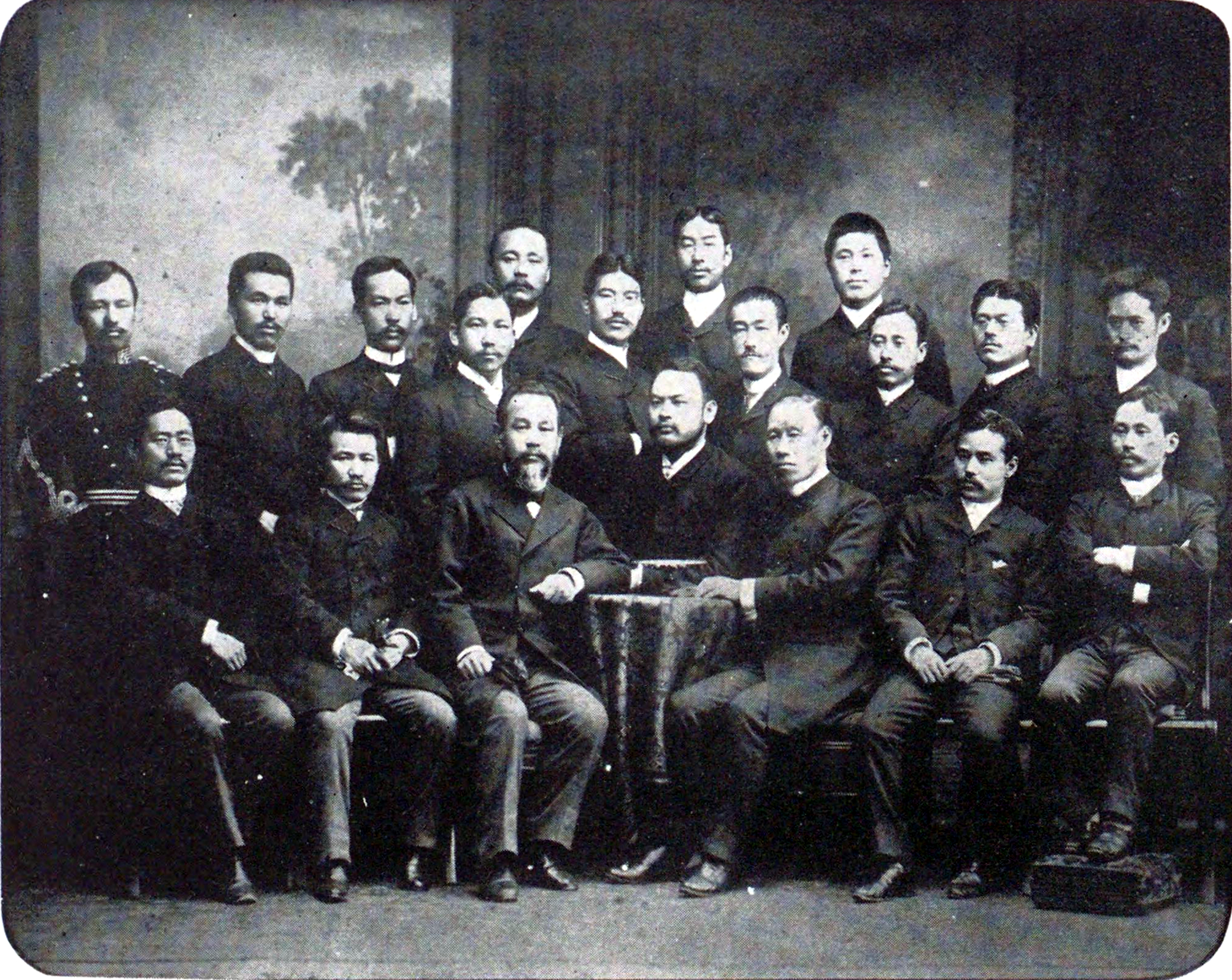
موری اوگای (ردیف عقب نفر اول از چپ) همراه با جمعی از دانشجویان ژاپنی در آلمان، ۱۸۸۸

در ماه مه سال ۱۸۸۲ (۱۵ میجی)، شش ماه پس از ورود به وزارت ارتش، موری اوگای از میان هشت هم دوره‌ای فارغ‌التحصیل از دانشکده پزشکی دانشگاه توکیو، نخستین کسی بود که به عنوان پزشک وابسته به ستاد پزشکی ارتش منصوب شد و وظیفه بررسی منابع مرتبط با نظام سلامت و بهداشت ارتش پروس را برعهده گرفت. در مارس سال بعد، مجموعه ۱۲ جلدی پیش نویس «کتاب جامع پزشکی» را به مقامات تحویل داد. در ژوئن ۱۸۸۴ (۱۷ میجی)، او مأمور شد تا برای تکمیل تحصیلات در زمینه بهداشت عمومی و بررسی نظام سلامت ارتش آلمان، به این کشور اعزام شود. او در حضور امپراتور میجی شرفیاب شد و پس از زیارت معبد کاشیکودوکورو، در ۲۴ اوت به‌عنوان دانشجوی اعزامی وزارت ارتش، از بندر یوکوهاما ژاپن را ترک کرد. وی در ۷ اکتبر به بندر مارسی در جنوب فرانسه رسید و در ۱۱ اکتبر وارد پایتخت امپراتوری آلمان، برلین، شد. در مسیر سفر از یوکوهاما به مارسی، اوگای خاطرات خود را در اثری به نام «خاطرات سفر به غرب» ثبت کرد. او سال نخست اقامت خود را در شهر لایپزیگ (از ۲۲ نوامبر ۱۸۸۴ تا ۱۱ اکتبر سال بعد) گذراند. در این مدت، خانواده فوگل که او نزد آنها وعده‌های ناهار و شام خود را صرف می‌کرد، در سازگاری او با زندگی جدید نقش بسزایی داشتند.

محل اقامت بعدی، درسدن (از ۱۱ اکتبر ۱۸۸۵ تا ۷ مارس سال بعد) بود که اوگای ۵ ماه را برای شرکت در کلاس‌های آموزشی پزشکی نظامی در آنجا گذراند. او در این مدت با اعضای خاندان سلطنتی و نظامیان ارتباط نزدیکی برقرار کرد و در مراسمی همچون رقص‌های سلطنتی، شب‌نشینی‌های اشرافی و نمایش‌های تئاتر در دربار شرکت می‌کرد. او در این دوره، دو دوست ارزشمند پیدا کرد، یکی ویلهم روث، پزشک ارشد ارتش پادشاهی زاکسن، و دیگری همکار پزشک و مسلط به زبان‌های خارجی ویلکه بود. روز پیش از ترک درسدن، اوگای در یکی از سخنرانی‌های ناومان شرکت کرد و با ارائه یک نظر مخالف، بحثی علمی را آغاز کرد که بعدها در روزنامه معتبر مونیخ "Allgemeine Zeitung" منتشر شد و به یک مناظره مشهور تبدیل گشت. 

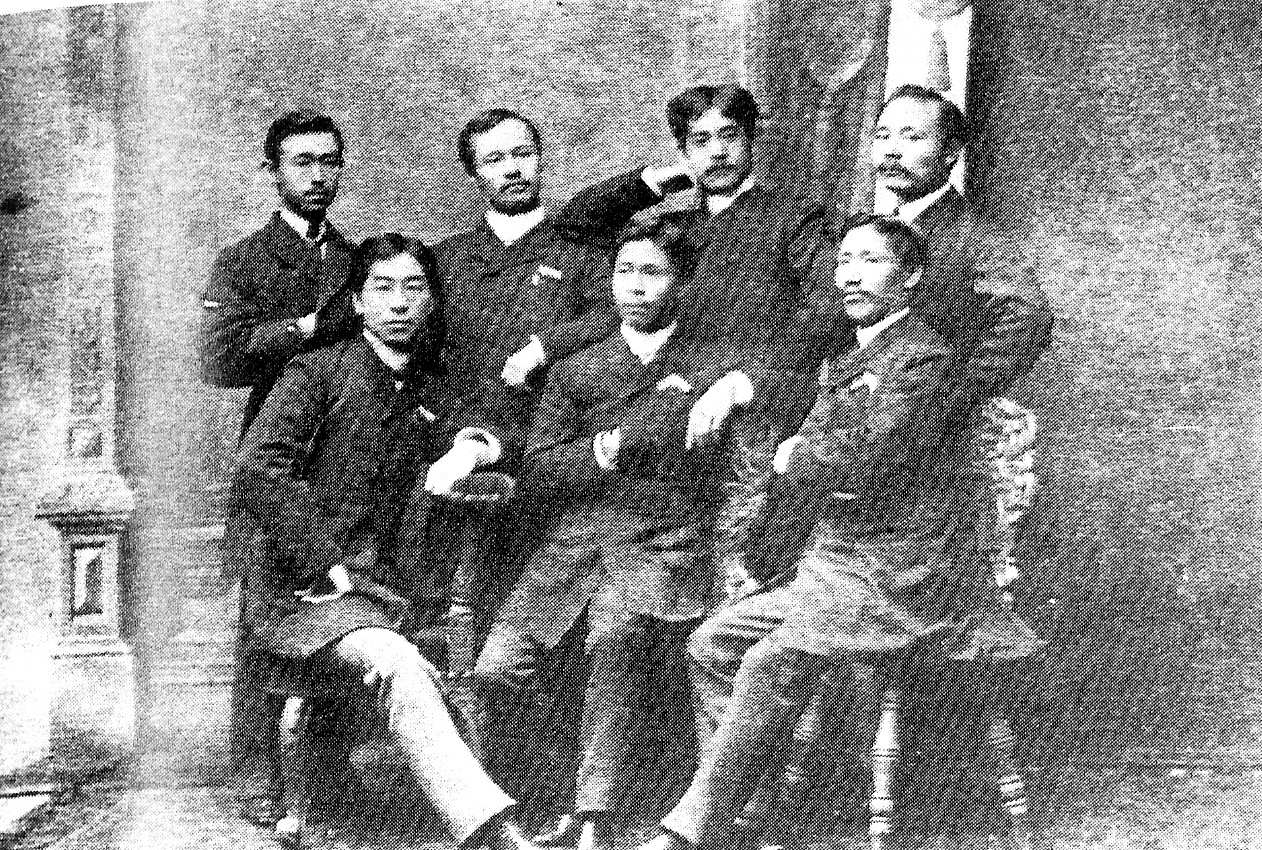
اوگای (ردیف عقب نفر دوم از چپ) همراه با هارادا، مونیخ

سپس در مونیخ (۸ مارس ۱۸۸۶ تا ۱۵ آوریل ۱۸۸۷)، اوگای تحت نظر پروفسور پتنکوفر در دانشگاه مونیخ به تحصیل و تحقیق پرداخت. در این شهر، برخلاف درسدن که ژاپنی‌های کمی حضور داشتند، او با افرادی از جمله هارادا نائوجیرو و کونوئه آتسومارو(فرزندان افراد سرشناس ژاپنی) آشنا شد و به تماشای تئاتر علاقه زیادی نشان می‌داد.
در مقصد بعدی خود، برلین (۱۶ آوریل ۱۸۸۷ تا ۵ ژوئیه ۱۸۸۸)، اوگای همراه با کیتازاتو شیباسابورو با روبرت کخ، دانشمند مشهور در زمینه باکتری‌شناسی، ملاقات کرد و وارد آزمایشگاه بهداشتی کخ شد. محل اقامت او در برلین اکنون به عنوان موزه یادبود موری اوگای شناخته می‌شود.

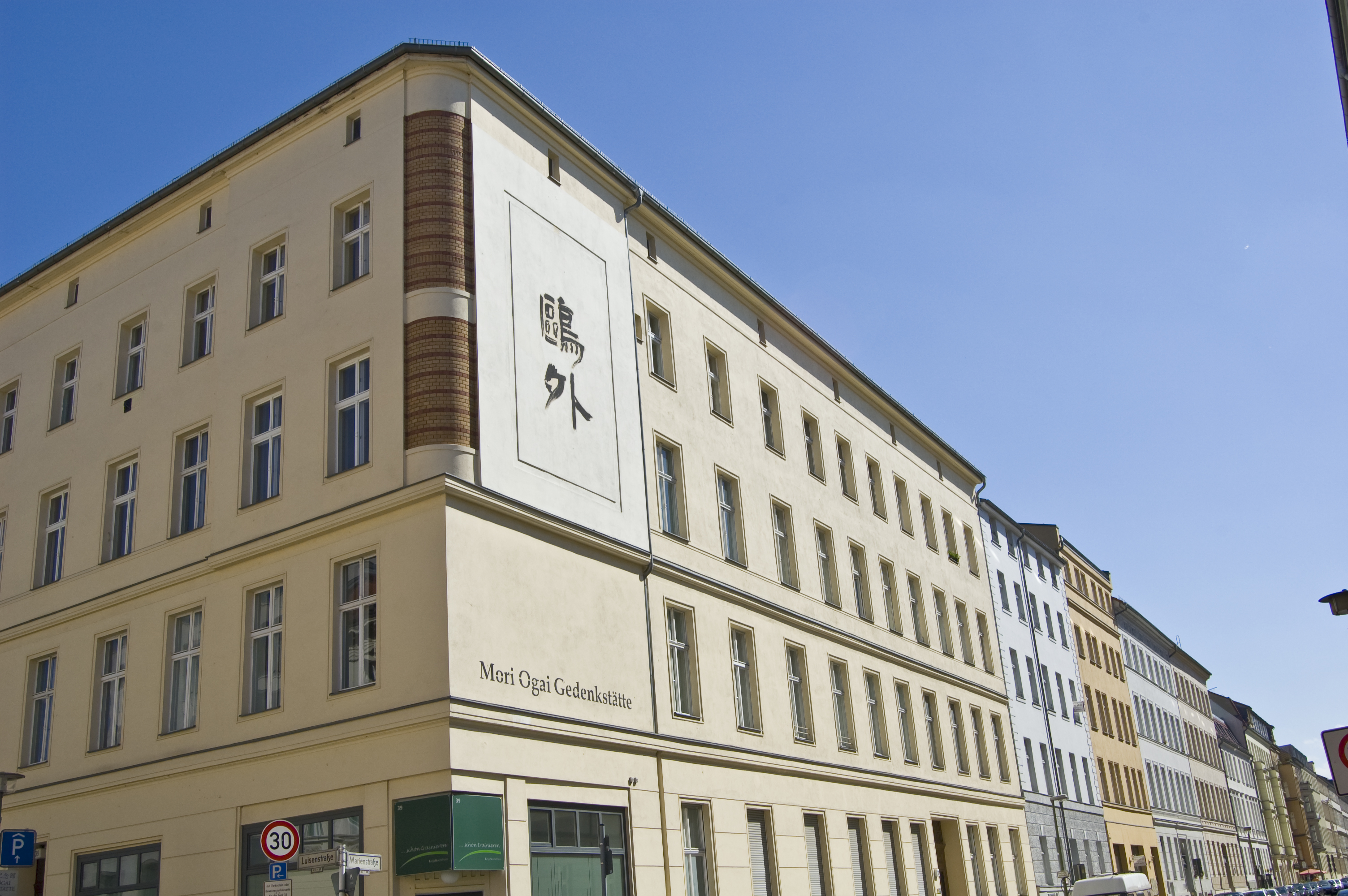
موزه یادبود موری اوگای، برلین

در اواخر سپتامبر همان سال، او به عنوان مترجم و همراه ایشیگورو تادانوری، نماینده ژاپن در چهارمین کنفرانس بین‌المللی صلیب سرخ، در شهر کارلسروهه شرکت کرد. در تاریخهای ۲۶ و ۲۷ سپتامبر اوگای در این کنفرانس سخنرانی کرد و به ویژه در روز پایانی (۲۷ سپتامبر)، سخنرانی او بازتاب گسترده‌ای داشت، به طوری که برخی از حضار با فریاد «براوو» واکنش نشان دادند. پس از این کنفرانس، به عنوان نماینده دولت ژاپن در وین در یک همایش بین‌المللی بهداشت شرکت کرد و طی یازده روز حضورش با استادان و دوستان قدیمی خود دیدار داشت. در ژانویه ۱۸۸۸ اوگای در مراسم سال نو انجمن یاماتوسخنرانی‌ای به زبان آلمانی انجام داد که مورد تحسین سفیر ژاپن، سای‌اونجی کینموچی، قرار گرفت. اوگای که یک سال دیگر به مدت اقامتش افزوده شده بود، دوره‌ای از خدمت در زمینه امور پزشکی در یکی از واحدهای ارتش پروس را تجربه کرد. در برلین، زندگی او بیش از اقامت در مونیخ و سایر شهرها حالت رسمی داشت. او در همین شهر با زنی آلمانی آشنا شد که بعدها الهام بخش داستان «زن رقاص» گردید. در ۵ ژوئیه ۱۸۸۸ موری اوگای به همراه ایشیگورو تادانوری برلین را ترک کرد و به سوی ژاپن بازگشت. در مسیر بازگشت، او از لندن، پایتخت بریتانیا (جایی که با اوزاکی یوکیو، که به دلیل قانون امنیت عمومی از توکیو تبعید شده بود، دیدار کرد و چهار شعر به او هدیه داد)، و پاریس، پایتخت فرانسه، عبور کرد و در ۲۹ ژوئیه بندر مارسی را ترک کرد. او در ۸ سپتامبر وارد بندر یوکوهاما شد و بعدازظهر به توکیو بازگشت.

اوگای به عنوان مدرس در آکادمی پزشکی ارتش و در نوامبر همان سال به‌طور همزمان به‌عنوان مدرس دانشکده نظامی ارتش نیز منصوب شد. در همان زمان، زن آلمانی که اوگای در برلین با او آشنا شده بود، به ژاپن آمد اما پس از یک ماه این کشور را ترک کرد. این تجربه بعدها یکی از منابع الهام داستان «زن رقاص» شد. اوگای هیچ‌گاه این زن را فراموش نکرد و حتی در سال‌های بعد با او مکاتبه داشت. تجربیاتش از دوره تحصیلش در آلمان در کتاب «خاطرات آلمان» ثبت شده است.

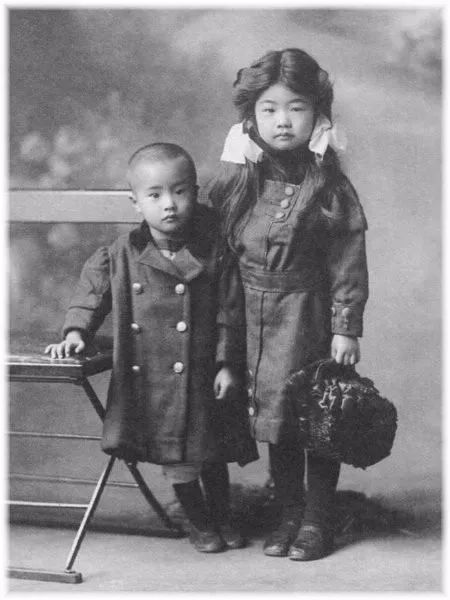
فرزندان اوگای

او دو بار ازدواج کرد. همسر اول او توشیکو آکاماتسو، دختر دریادار نوریوشی آکاماتسو و دوست نزدیک نیشی آمانه بود. این زوج در سال ۱۸۸۹ ازدواج کردند و در سال ۱۸۹۰، قبل از اینکه از هم جدا شوند پسری به نام اوتو (از نام آلمانی اتتو) به دنیا آوردند. طلاق آنها در شرایطی تلخ و پرتنش رخ داد که دوستی او با نیشی را به‌طور غیرقابل برگشتی پایان داد. همسر دوم او، که در سال ۱۹۰۲ با او ازدواج کرد، شیگکو آراکاوا بود. آنها چهار فرزند داشتند: ماری (۱۹۸۷–۱۹۰۳)، فوری تسو (فریتس، ۱۹۰۸–۱۹۰۷) که در کودکی درگذشت، آنو (آن، ۱۹۹۸–۱۹۰۹) و روی (لوئیس، ۱۹۹۱–۱۹۱۱). هر دو دختر او، ماری و آنو، همچنین پسرش روی، نویسنده شدند.

### فعالیت‌های ادبی اولیه
در تاریخ ۳ ژانویه ۱۸۸۹ (۲۲ میجی)، موری اوگای مقاله‌ای به نام «نقد رمان» را در پیوست روزنامه یومی‌آوریمنتشر کرد و همچنین در همان روز با همکاری برادرش میکی‌تاکه‌جی نمایشنامه «سارامیا، شهردار روستا»را از اسپانیایی به ژاپنی ترجمه و به تدریج در روزنامه یومی‌آوری منتشر کردند. این ترجمه نمایشنامه مورد تحسین توکتومی سوهو قرار گرفت و در ماه اوت همان سال، سوهو که سردبیر مجله کوکومین نو تومو (دوست ملت) بود، مجموعه شعری ترجمه شده توسط اوگای و برادرش به نام «سایه مادر»را در ضمیمه ادبی تابستانی این مجله منتشر کرد. این مجموعه شعر تأثیر زیادی در شکل‌گیری شعر مدرن ژاپنی داشت. همچنین با استفاده از دستمزد ۵۰ ینی که از چاپ مجموعه «سایه مادر» به دست آمده بود، اوگای به همراه تاکه‌جی و دیگر همفکرانش نخستین مجله تخصصی نقد ادبی در ژاپن به نام «شیگارامی سوشی»را تأسیس کردند که از اکتبر ۱۸۸۹ تا اوت ۱۸۹۴ منتشر می‌شد. این مجله به دلیل آغاز جنگ چین و ژاپن در شماره ۵۹ تعطیل شد.
اینگونه، او با ترجمه آثار ادبیات خارجی مانند «شاعر بداهه‌سرا»اثر هانس کریستیان آندرسن و «فاوست»اثر گوته فعالیت‌های روشنگرانه و نقد ادبی خود را با جدیت ادامه داد. همچنین در آن زمان، داستان «زن رقاص» که در آلمان روایت می‌شد، به درخواست توکوتومی سوهو در ژانویه ۱۸۹۰ در مجله کوکومین نو موتو منتشر شد. این رمان اولین اثر برجسته موری اوگای بود که داستان رابطه عاشقانه میان اوتا تویوتارو، دانشجوی حقوق ژاپنی که در برلین تحصیل می‌کند، و یک رقاص آلمانی به نام آلیس را روایت می‌کند. تویوتارو در حالی که تجربیات خود را در یک کشتی به سمت سایگون به یاد می‌آورد، می‌نویسد که او با بورسیه دولتی به آلمان آمده بود و در ژاپن دانش‌آموز نمونه بوده است. اما پس از ملاقات با آلیس، تویوتارو گرفتار شایعاتی از سوی همکاران ژاپنی‌اش می‌شود و در نهایت از سمت دولتی خود برکنار می‌شود. تویوتارو زندگی فقیرانه‌ای را با آلیس ادامه می‌دهد تا اینکه دوست قدیمی‌اش آیزاوا کِنکیچی، که برای مقام دولتی کنت آماکاتا کار می‌کند، به دیدنش می‌آید. پس از توافق برای سفر به روسیه با آیزاوا و کنت، تویوتارو از بارداری الیس باخبر می‌شود. پس از بازگشت تویوتارو، او تصمیم می‌گیرد با کنت آماکاتا به ژاپن بازگردد و آلیس و فرزندشان را ترک کند. آلیس از طریق آیزاوا از نقشه‌های تویوتارو مطلع شده و ناراحت و عصبانی می‌شود. تویوتارو داستان خود را با ابراز کینه از آیزاوا به پایان می‌رساند.
پس از این اثر آثار دیگری مانند رمان کوتاه «اوتاکاتا نو کی» (در مجله شیگارامی سوشی در اوت ۱۸۹۰) و «بون زوکای» (در شماره ۱۲ مجموعه «صد اثر جدید» در ۲۸ ژانویه ۱۸۹۱) را منتشر کرد. پیرامون این سه‌گانه آلمانی، او با ایشیباشی‌نین‌گتسو وارد مناظره شد و همچنین در مجله «شیگارامی سوشی» با انتقاد از تفکر رئالیسم تسوبوچی شویو، بحثی دربارهٔ نظریه ضدرئالیسم به راه انداخت. در حالی که شویو واقع‌گرایی را به‌عنوان بازتاب «واقعیت همان‌گونه که هست» می‌ستود، اوگای به‌عنوان یک نویسنده پیرو جریان ادبی رمانتیک بر اهمیت به تصویر کشیدن ایده‌آل «زیبایی» در کنار واقعیت تأکید داشت. اوگای به دلیل نقدهای فراوانش هم در جامعه ادبی و هم در جامعه پزشکی، از توکیو به کیوشو (کوکورا) تبعید شد. این تبعید باعث شد فعالیت‌های ادبی او برای مدتی کاهش یابد.
در سال ۱۸۸۹ (۲۲ میجی)، به عنوان مدرس آناتومی هنر (دانشی که عمدتاً بر ساختار آناتومیک موجودات زنده، به‌ویژه بدن انسان، تمرکز دارد و برای کاربرد در خلق آثار هنری (عمدتاً هنرهای تصویری) استفاده می‌شود) در مدرسه هنرهای زیبای توکیو (که اکنون دانشگاه هنر توکیو است) منصوب شد. از سپتامبر ۱۸۹۰ به مدت حدود دو سال به عنوان مدرس در مدرسه تخصصی توکیو و در سپتامبر ۱۸۹۲ (۲۵ میجی) به عنوان مدرس زیبایی‌شناسی (نام قدیمی فلسفه هنر) در دانشگاه کیئو مشغول به کار شد. این انتصابات در زمان اعزام به جنگ چین و ژاپن و انتقال به کوکورا لغو شدند.

### اعزام به جنگ چین و ژاپن و انتقال به کوکورا

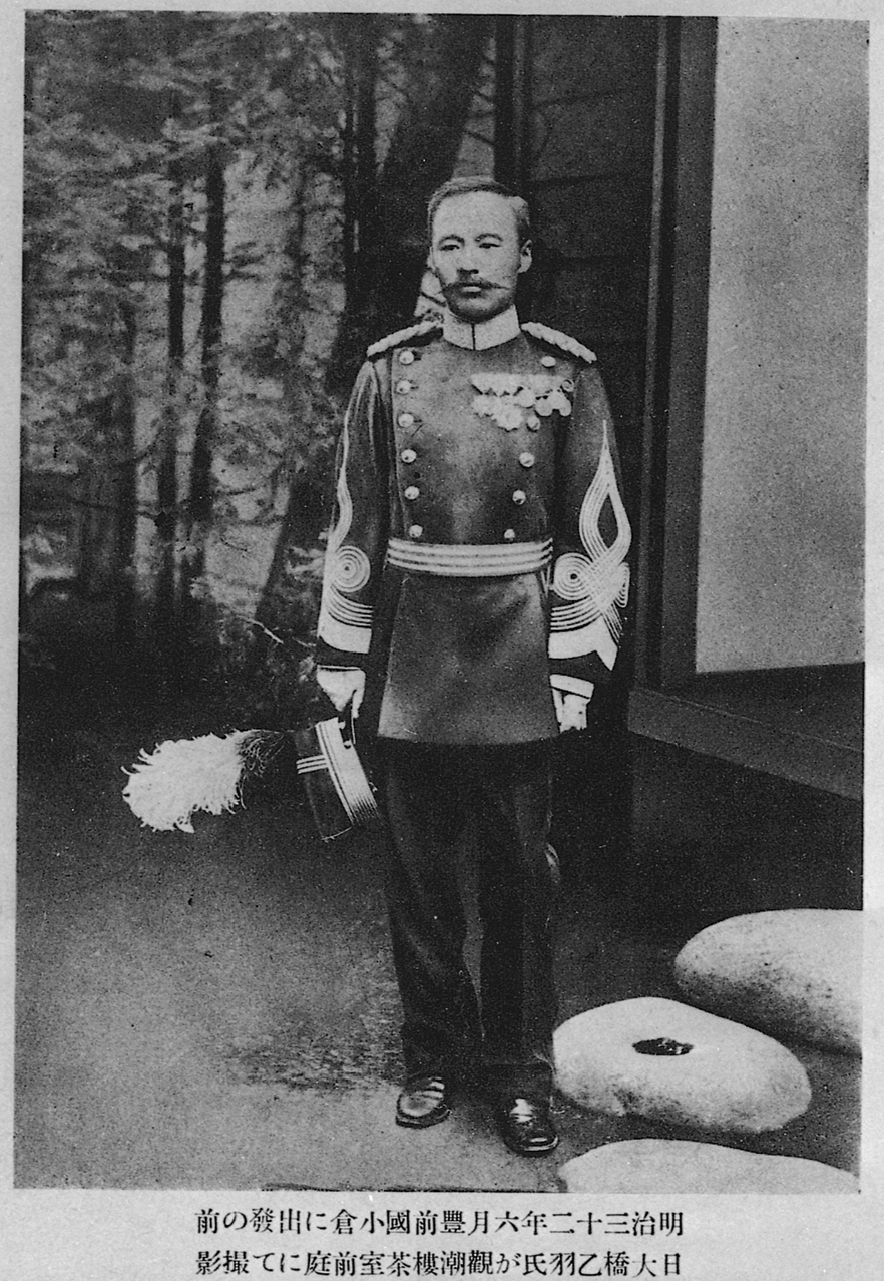
موری اوگای روز قبل از رفتن به کوکورا، ژوئن ۱۸۸۹

در تابستان سال ۱۸۹۴ (میجی ۲۷)، با آغاز جنگ چین و ژاپن، موری اوگای در تاریخ ۲۹ اوت توکیو را ترک کرده و در تاریخ ۲ سپتامبر از بندر اوجینا در هیروشیما به سمت جبهه جنگ حرکت کرد. پس از امضای معاهده شیمونوسکیدر سال بعد، در ماه مه، خبرنگار نظامی ماساوکا شیکی که همراه با لشکر فرماندهی در جنگ بود، برای دیدار با اوگای که در آن زمان رئیس بخش پزشکی ستاد لجستیک ارتش دوم بود به توکیو بازگشت. اگرچه جنگ چین و ژاپن به پایان رسید، اما اوگای به خدمت در تایوان که توسط ژاپن به تصرف درآمده بود، منصوب شد. در تاریخ ۲۲ می، او به بندر اوجینا رسید و با برادرش تاکه‌جی که به نمایندگی از خانواده به دیدار او آمده بود، ملاقات کرد. دو روز بعد، او همراه با کابایاما سوکه‌نوری، نخستین فرماندار تایوان، به تایوان رفت. پس از گذراندن چهار ماه در تایوان، در تاریخ ۴ اکتبر به توکیو بازگشت.
در سال ۱۸۹۶ (۲۹ میجی)، در ماه ژانویه، پس از پایان فعالیت‌های مجله «شیگارامی سوشی»، اوگای با همکاری کودا روهان و سایتو ریوکوو مجله جدیدی به نام «مساماشی گوسا»تأسیس کرد و نقدی به نام «سه نفر، سخنان بیهوده» را منتشر کرد که به عنوان یکی از مهم‌ترین نقدهای ادبی آن دوران شناخته شد (این مجله در سال ۱۹۰۲ تعطیل شد). از آن زمان به بعد، فعالیت‌های انتقادی اوگای از رویکردهای جنگجویانه و مناقشه آمیز به سمت رویکردهای معتدل و ملایم تغییر یافت. در ژوئن ۱۸۹۹ (میجی ۳۲)، او به درجه پزشک ارشد نظامی (معادل سرتیپ) ارتقا یافت و به عنوان رئیس بخش پزشکی لشکر دوازدهم به کوکورا (منطقه غربی)، یکی از سه مقر فرماندهی نظامی همراه با توکیو (منطقه شرقی) و اوساکا (منطقه مرکز)، منتقل شد. این انتقال، که نوعی «تبعید» محسوب می‌شد، از ۱۹ ژوئن ۱۸۹۹ تا ۲۶ مارس ۱۹۰۲ ادامه داشت.
در دوران اقامتش در کوکورا، که هم‌زمان با اواخر قرن نوزدهم و اوایل قرن بیستم بود، مجموعه‌ای از چندین مقاله و خاطره‌نویسی در زمینه تاریخ‌نگاری و دیدگاه‌های مدرن نوشت. موری شونزابورو، برادر کوچکتر او، نوشت که اوگای در این زمان «دیدگاه‌های ملایم‌تر و دلسوزانه‌تری نسبت به افراد جامعه با وضعیت‌های پایین‌تر پیدا کرده است». در زندگی شخصی‌اش، با بازدید از مکان‌های تاریخی و فرهنگی در طی بازرسی‌های مربوط به معاینه سربازی، به تاریخ‌نگاری و جستجوی قبرها علاقه پیدا کرد، که بعدها در آثار تاریخی‌اش نمود یافت.

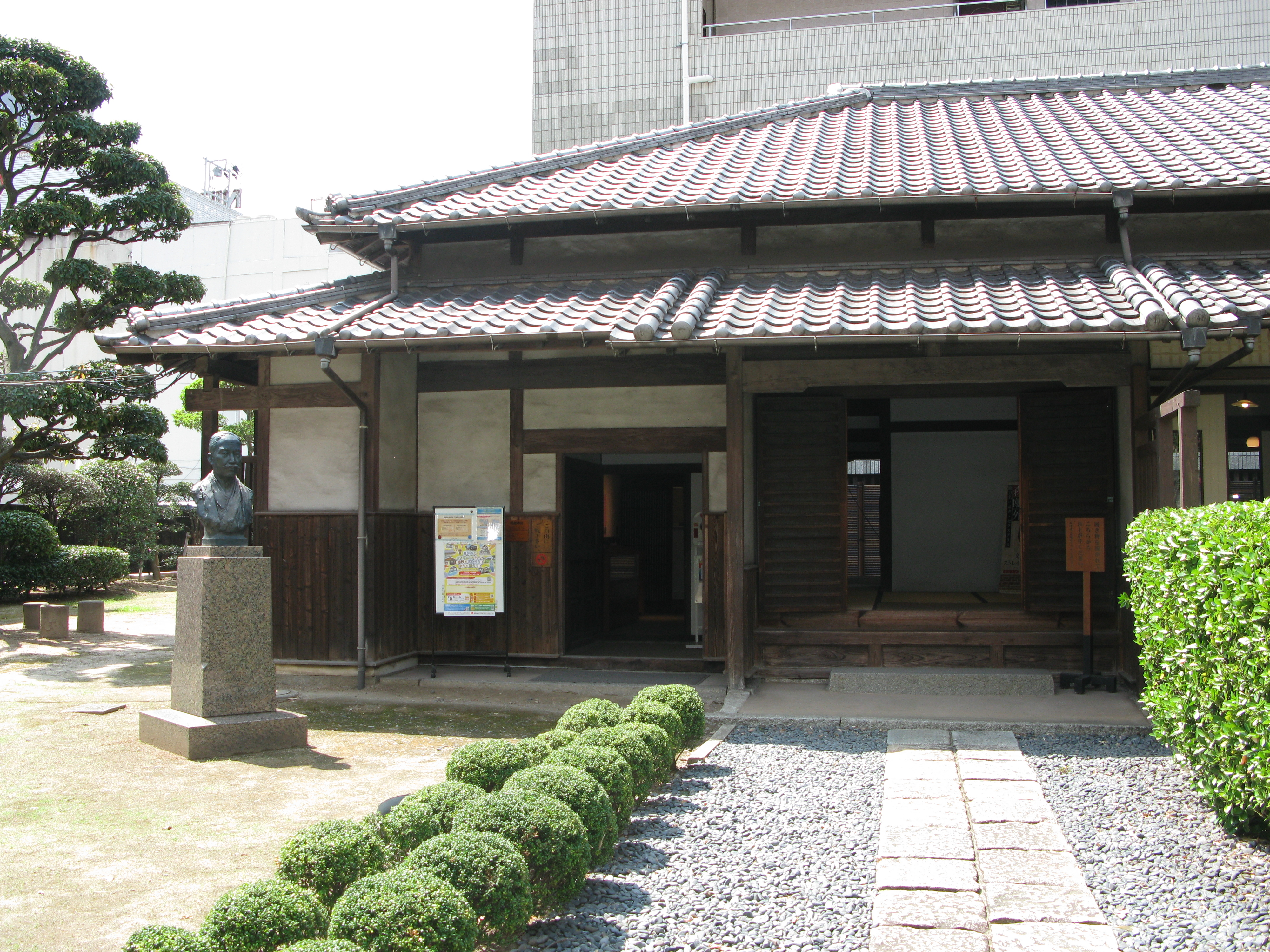
محل اقامت اوگای در کوکورا

در مارس ۱۹۰۲ (میجی ۳۵)، موری اوگای دستور انتصاب خود به عنوان رئیس بخش پزشکی لشکر اول را دریافت کرده و همراه با همسرش به توکیو رفت. در ژوئن همان سال، مجله‌ای به نام گِی‌مون با ترکیب مجله تعطیل شده «مِساواشی گوسا» به سرپرستی اوئدا بین تأسیس شد (هرچند به دلیل مشکلات با ناشر، مجله تعطیل شد؛ اما در اکتبر همان سال مجله جدیدی به نام «مان‌نِن سوشی» تأسیس گردید). در همان دوران، اوگای در دسامبر اولین نمایشنامه خود را نوشت و فعالیت‌هایش در زمینه تئاتر بیشتر از پیش جلب توجه کرد. از فوریه ۱۹۰۴ (میجی ۳۷) تا ژانویه ۱۹۰۶ (میجی ۳۹)، او به عنوان رئیس بخش پزشکی لشکر دوم در جنگ روسیه و ژاپن حضور داشت.

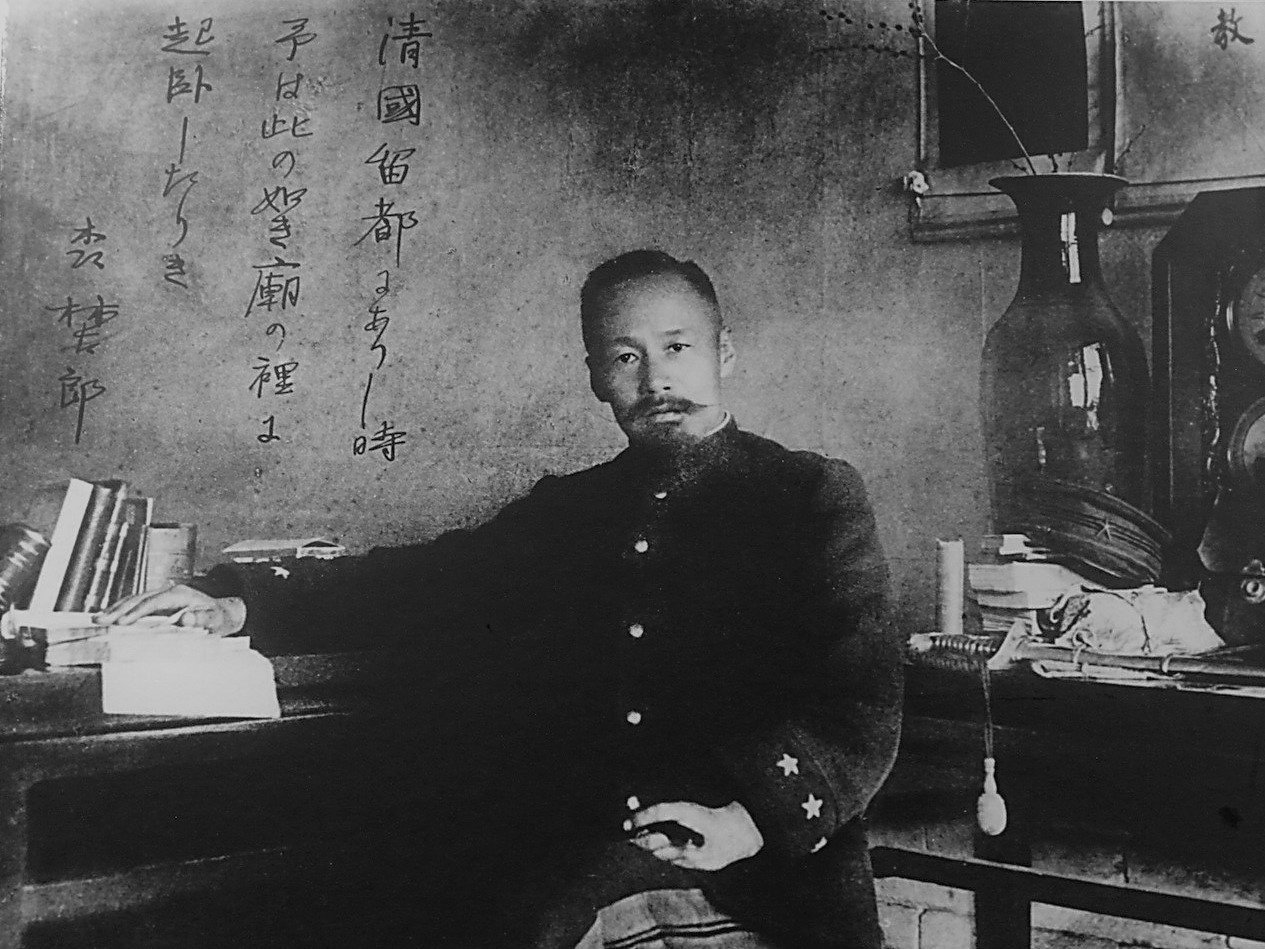
اوگای در طول جنگ روسیه و ژاپن، منچوری ۱۹۰۵

در اکتبر ۱۹۰۷ (میجی ۴۰)، او به مقام پزشک ارشد ارتش (معادل درجه میانه ژنرال) ارتقا یافت و به عنوان رئیس بخش بهداشت ارتش (نهاد مسئول تعیین نیروهای پزشکی) منصوب شد. در سپتامبر همان سال، اوگای به عنوان هیئت داوران در اولین نمایشگاه هنرهای وزارت آموزش منصوب شد و ریاست بخش نقاشی غربی را بر عهده گرفت. در سال ۱۹۰۹ (میجی ۴۲)، با تأسیس مجله «سوبارو»، اوگای دوباره نوشتن را از سر گرفت و در هر شماره این مجله مقاله‌هایی منتشر کرد (این دوران به عنوان "دوره شکوفایی" توسط موکوتارو کینوشیتا توصیف شده است). آثار مشهور او از جمله "هاننیچی" "ویتا سِکشوالیس" مرغ" و "جوانی" در این مجله منتشر شد و همچنین نمایشنامه‌هایی چون "ماسک" و " سکوت" را ارائه داد. در سال نخست انتشار سوبارو، در ماه ژوئیه، اوگای از دانشگاه امپراتوری توکیو درجه دکتری ادبیات را دریافت کرد. اما بلافاصله بعد از انتشار مقاله "ویتا سکشوالیس" در شماره ژوئیه این مجله، انتشار آن ممنوع شد. در سال ۱۹۱۰ (میجی ۴۳)، اوگای به عنوان مشاور دپارتمان ادبیات دانشگاه کیئو منصوب شد (او ناگای کافو را به عنوان استاد پیشنهاد کرد). همچنین همان سال، تحت هدایت ایشیدا شینتارو، مدیر دانشگاه کیئو، مجله "میتا بونگاکو " تأسیس شد که در آن اوگای به عنوان مشاور و ناگای کافو به عنوان سردبیر فعال بود. در سال ۱۹۱۱ (میجی ۴۴)، اوگای آثار جدیدی مانند «کازویستیکا»و «توهم» را منتشر کرد و پس از پایان انتشار "جوانی"، دو رمان بلند جدید به نام‌های " غاز وحشی" و "خاکستر " را به‌طور همزمان منتشر کرد. در آوریل همان سال، در مقاله‌ای تحت عنوان "اصول ادبیات"، او اینطور نوشت: "در ابتدا باید گفت که هیچ گونه اصولی برای هنر وجود ندارد." او معتقد بود برای حذف آنارشیسم و سوسیالیسمی که همراه با آن پدید آمده بود، سرکوب هنر تحت عنوان مبهم فردگرایی برای کشور زیان‌آور است؛ زیرا هیچ کشوری که آزادی پژوهش علمی و رشد آزادانه هنر را محدود کند، نمی‌تواند به شکوفایی دست یابد.

### بازنشستگی و درگذشت

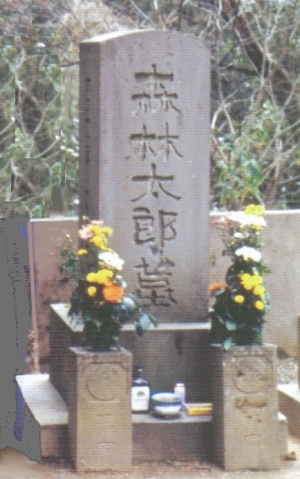
مقبره موری اوگای، متن در تصویر: موری رینتارو

در آوریل ۱۹۱۶ (تایشو ۵)، به دلیل پایین بودن سن اوگای هنگام انتصاب، او پس از هشت سال و نیم خدمت به عنوان رئیس بخش پزشکی ارتش، از این سمت کناره‌گیری کرد و به بخش ذخیره منتقل شد. در دسامبر ۱۹۱۸ (تایشو ۷)، او به عنوان مدیرکل موزه امپراتوری (که اکنون به نام موزه ملی توکیو شناخته می‌شود) و رئیس بخش کتابخانه به وزارت دربار پیوست و در ژانویه سال بعد به عنوان مشاور شورای بررسی سیستم امپراتوری منصوب شد. در سپتامبر ۱۹۱۸ (تایشو ۷)، اوگای به عنوان اولین رئیس آکادمی هنر امپراتوری (که اکنون به نام آکادمی هنر ژاپن شناخته می‌شود) منصوب گردید. از آنجایی که او دیدگاه‌های منفی نسبت به دوران‌های میجی و تایشو داشت، به عنوان رئیس کتابخانه وزارت دربار به بررسی و تدوین نام‌ها و تاریخ‌های مربوط به امپراتوران و دوران‌ها پرداخت.
در ۹ ژوئیه ۱۹۲۲ (تایشو ۱۱)، در ساعت ۷ صبح، اوگای پس از مدتی درگیری با بیماری کلیوی و سل ریه در کنار خانواده و دوستان نزدیکش درگذشت. گفته می‌شود که در آخرین لحظات زندگی‌اش در بستر مرگ عباراتی چون "چه احمقانه، چه احمقانه!" بر زبان آورد. او در ۶۰ سالگی درگذشت. وصیت‌نامه معروف او که با عبارت "من می‌خواهم به عنوان انسانی اهل ایوامی، با نام موری رینتارو بمیرم" آغاز می‌شود، در تاریخ ۶ ژوئیه نوشته شده بود. طبق وصیت او، بر روی قبرش تنها عبارت "مقبره موری رینتارو" حک شد و هیچ گونه اشاره‌ای به نام "اوگای" یا درجه‌ها، رتبه‌ها و افتخارات پیشین او نشد.
او در کوفوکوجی، معبدی در منطقه هونجو توکیو که با او پیوند داشت دفن شد و طبق وصیتش، ناکامورا فوستسو پس از زلزله بزرگ کانتو، او را به معبد زن‌رین‌جی در میتاکا (که اکنون بخشی از توکیو است) منتقل کرد.

## فعالیت‌های روشنفکری و انتقادی
موری اوگای در هر دو حوزه‌هایی که در آن تخصص داشت، یعنی ادبیات و پزشکی، شخصیتی بحث‌برانگیز و پر از مناقشه بود. در ادبیات، او از ایده‌ئالیسم حمایت می‌کرد، که معتقد بود باید مفاهیم ذهنی مانند ایده‌آل‌ها و آرمان‌ها به تصویر کشیده شوند. این دیدگاه او را در تقابل با نویسندگانی مانند تسوبوئوچی شویو قرار می‌داد، که از رئالیسم حمایت می‌کردند و بر لزوم به تصویر کشیدن عینی امور و پدیده‌ها تأکید داشتند. در پزشکی، او بر پزشکی مدرن غربی تأکید داشت و مناقشات شدیدی با پزشکان سنتی ژاپنی و چینی داشت. در آن زمان، بیش از ۷۰ درصد از پزشکان ژاپن از طب سنتی پیروی می‌کردند. اوگای این وضعیت را مورد انتقاد قرار می‌داد و معتقد بود که بی‌توجهی به دانشمندان برجسته‌ای که در حوزه پزشکی مدرن پیشرفت کرده‌اند، مانند آنچه در آلمان دیده می‌شود، مانع پیشرفت پزشکی در ژاپن است. او همچنین خواستار افزایش تعداد پزشکان فارغ‌التحصیل از دانشگاه‌ها بود. با این حال، متخصصان برجسته پزشکی مدرن، مانند ماتسوموتو ریوجون که به عنوان بنیان‌گذاران پزشکی مدرن در ژاپن شناخته می‌شوند، به این مناقشات توجهی نمی‌کردند. با این وجود، اوگای این بحث‌ها را به مدت حدود شش سال با روزنامه‌نگاران ادامه داد.
گاهی خود اوگای باعث آغاز مناقشات می‌شد. به عنوان مثال، زمانی که شویو در مجله «واسه‌دا بونگاکو» توضیح کوتاهی دربارهٔ تفسیر آثار شکسپیر ارائه کرد، اوگای نقدی در مجله «شیراگامی سوشی» منتشر کرد که به مناقشه‌ای بین آن‌ها منجر شد. چنین مناقشاتی که اوگای در آن‌ها شرکت داشت، گاهی به عنوان «روشنگری جنگ‌طلبانه» توصیف شده است. با این حال، برخی منتقدان در مورد این که آیا او شایسته عنوان روشنگر است یا خیر، تردید دارند. در دهه سی زندگی‌اش، فعالیت‌های انتقادی او آرام‌تر شد. به عنوان مثال، پس از جنگ چین و ژاپن، او مجله‌ای به نام «مساماشی گوسا» را تأسیس کرد و به نقد و بررسی جمعی آثار پرداخت.

## فعالیت‌های گسترده ادبی و روابط اجتماعی

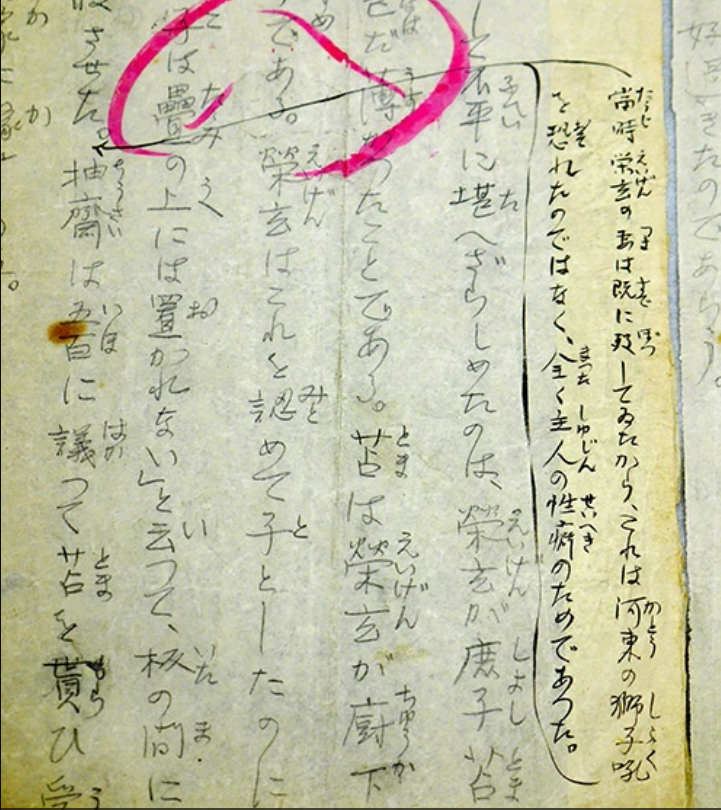
نسخه دست‌نویس بخش پنجاهم «شیبوئه چوسای» ۱۹۱۶، موزه یادبود موری اوگای

همان‌طور که عناوین متعدد او نشان می‌دهند، موری اوگای در زمینه‌های مختلف ادبی فعالیت گسترده‌ای داشت. به عنوان مترجم، دو اثر برجسته اولیه او شامل مجموعه شعر ترجمه شده «سایه مادر» (به‌طور مشترک ترجمه شده) و «شاعر بداهه‌سرا» است که به‌طور متناوب بین سال‌های ۱۸۹۲ تا ۱۹۰۱ منتشر شد. «سایه مادر» تأثیر زیادی بر شعر مدرن دوره میجی داشت و «شاعر بداهه‌سرا» با نثر زیبا و فصیح خود ادیبان دوره میجی را مجذوب کرد. این اثر باعث شد که بسیاری از جوانان علاقه‌مند به ادبیات، مانند ماسامونه هاکچو، با نسخه‌ای از این کتاب در دست، به ایتالیا سفر کنند. اوگای همچنین ترجمه‌های متعددی از نمایشنامه‌ها انجام داد که بسیاری از آن‌ها در مجله کابوکی (با ویراستاری برادرش تاکجی) منتشر شدند. علاوه بر این، او حتی به ترجمه اُپرا نیز پرداخت. او پس از شش سال تحصیل در اروپا، با موسیقیدانانی مانند کودا نوبو (خواهر کودا روهان) دربارهٔ موسیقی غربی بحث و گفتگو می‌کرد. علاوه بر ترجمه آثار خارجی، او پس از بازگشت به ژاپن، نقدهای روشنگرانه‌ای در زمینه تئاتر نوشت. ترجمه‌های او فراتر از آثار ادبی بودند و موضوعاتی مانند زیبایی‌شناسی را نیز شامل می‌شدند، مانند ترجمه «کلیات زیبایی‌شناسی» اثر هارتمن. زیبایی‌شناسی اوگای تنها به ترجمه محدود نمی‌شد، بلکه در مناقشات فلسفی او با تسوبوچی شویو دربارهٔ بی‌اعتقادی به آرمان‌ها نیز مشهود بود. روابط اجتماعی او نیز گسترده و متنوع بود، اوگای که چهار سال در آلمان تحصیل کرده بود، از روابط محدود و بسته دوری می‌کرد و به فضایی شبیه به سالن‌های اجتماعی غربی علاقه داشت. حتی در زمان کار در دولت، به جای گوشه‌نشینی در کتابخانه، با برگزاری جلسات ادبی و شعرخوانی در خانه خود با افراد مختلف ارتباط برقرار می‌کرد.
در سال‌های پایانی زندگی، آثار تاریخی-زندگی‌نامه‌ای او مانند «شیبوئه چووسای» که به صورت دنباله‌دار در روزنامه «توکیو نیچی‌نیچی»منتشر می‌شد، با استقبال خوبی از سوی خوانندگان و ویراستاران مواجه نشد و ارزیابی‌ها نسبت به آن چندان مطلوب نبود. پس از مرگ او، انتشارات شینچوشا و دو انتشارات دیگر انتشار مجموعه کامل آثار او در ۱۸ جلد را برعهده گرفتند و به این ترتیب اعتبار او تا حدی حفظ شد. در سال ۱۹۳۶ (شووا ۱۱)، به لطف تلاش‌های ادیبان علاقه‌مند به او، از جمله کینوشیتا موکوتارو، «مجموعه کامل آثار اوگای» توسط انتشارات ایوانامی شوتن در کنار «مجموعه کامل آثار سوسه‌کی» منتشر شد و این آثار جایگاه معتبری یافتند.

## آثار برجسته

### رمان
| عنوان فارسی        | عنوان اصلی ژاپنی                 | سال انتشار | منتشر شده در        |
| ------------------ | -------------------------------- | ---------- | ------------------- |
| زن رقاص            | 舞姫 [Maihime]                   | ۱۸۹۰       | مجله دوست ملت       |
| خاطرات حبابگونه    | [うたかたの記事 [Utakatanoki     | ۱۸۹۰       | مجله دوست ملت       |
| بوزوکای            | 文づかい [Bunzukai]              | ۱۸۹۱       | انتشارات توشیکا     |
| خواب صبگاهی        | 朝寐 [Asane]                     | ۱۹۰۶       | مجله گل دل          |
| دروازه یوراکو      | [有楽門 [Yurakumon               | ۱۹۰۷       | مجله گل دل          |
| نیم روز            | 半日 [Hanichi]                   | ۱۹۰۹       | سوبارو              |
| تعقیب شیاطین       | 追儺 [Tsuina]                    | ۱۹۰۹       | مجله نور آسیا       |
| جلسه دوستانه       | 懇親会 [Konshinkai]              | ۱۹۰۹       | مجله هنر ژاپن       |
| خواب جادویی        | 魔睡 [Masui]                     | ۱۹۰۹       | مجله سوبارو         |
| کشف بزرک           | 大発見 [Daihakken]               | ۱۹۰۹       | مجله گل دل          |
| ویتا سکشوالیس      | ヰ・セクスアリス [Vita Sexualis] | ۱۹۰۹       | مجله سوبارو         |
| قایق تاکاسه        | 高瀬舟 [Takasebune]              | ۱۹۱۶       | مجله چوئو کوئورون   |
| مرغ                | 鶏[Niwatori]                     | ۱۹۰۹       | سوبارو              |
| کومپیرا، خدای دریا | 金毘羅 [Konpira]                 | ۱۹۰۹       | سوبارو              |
| مجرد               | 独身 [Dokushin]                  | ۱۹۰۹       | مجله سوبارو         |
| سکه طلا            | [Kinka]金貨                      | ۱۹۰۹       | مجله سوبارو         |
| جام                | 杯 [Sakazuki]                    | ۱۹۱۰       | مجله چوئو کویورون   |
| جوانی              | 青年 [Seinen]                    | ۱۹۱۱       | سوبارو              |
| سوکی‌یاکی           | 牛鍋 [Gyunabe]                   | ۱۹۱۰       | مجله گل دل          |
| غاز وحشی           | 雁 [Kari]                        | ۱۹۱۱       | مجله سوبارو         |
| پنجره قطار         | 電車の窓 [Densha no mado]        | ۱۹۱۰       | مجله نور آسیا       |
| روح درخت           | 木精 [Mokusei]                   | ۱۹۱۰       | روزنامه آساهی توکیو |
| اسکله              | 桟橋[Sanbashi]                   | ۱۹۱۰       | مجله ادبیات میتا    |
| هاناکو             | 花子 [Hanako]                    | ۱۹۱۰       | ساندا بونگاکو       |
| بازی               | 遊び [Asobi]                     | ۱۹۱۰       | ساندا بونگاکو       |
| مار                | [Hebi]蛇                         | ۱۹۱۱       | مجله چوئو کویورون   |
| خاکستر             | 灰燼 [Kaijin]                    | ۱۹۱۱       | ساندا بونگاکو       |
| داستان ارواح       | 百物語 [Hyakumonogatari]         | ۱۹۱۱       | مجله چوئو کویورون   |
| سکسکه              | 吃逆 [Shakkuri]                  | ۱۹۱۲       | مجله چوئو کویورون   |
| آینه شگفت‌انگیز     | 不思議な鏡 [Fushigina kagami]    | ۱۹۱۲       | بونشو سکای          |

### نمایشنامه
| عنوان فارسی        | عنوان اصلی ژاپنی                               | سال انتشار | منتشر شده در     |
| ------------------ | ---------------------------------------------- | ---------- | ---------------- |
| رقص در کابوکی زنان | 女歌舞伎操り一舞[Onna Kabuki Ayatsuri ichimai] | ۱۸۸۹       | روزنامه یومی‌آوری |
| ماسک               | 仮面 [Kamen]                                   | ۱۹۰۹       | مجله سوبارو      |
| سکوت               | 静 [Shizuka]                                   | ۱۹۰۹       | مجله سوبارو      |
| رودخانه ایکوتا     | 生田川 [Ikutagawa]                             | ۱۹۱۰       | مجله چوئو کیورون |
| زنانه‌ها            | 女がた [onnagata]                              | ۱۹۱۳       | میکوسه           |
| برادران سوگا       | 曾我兄弟 [Soga Kyoudai]                        | ۱۹۱۴       | شین شوستسو       |

### تاریخ‌نگاری
| عنوان فارسی     | عنوان اصلی ژاپنی          | سال انتشار | منتشر شده در          |
| --------------- | ------------------------- | ---------- | --------------------- |
| کوری یاما دایزن | 栗山大膳[Kuriyama Daizen] | ۱۹۱۴       | تاییو                 |
| شیبوئه چوسای    | 渋江抽斎 [Shibue Chusai]  | ۱۹۱۶       | روزنامه مای‌نیچی توکیو |
| کوجیما هووسو    | 小嶋宝素[Kojima Hoso]     | ۱۹۱۷       | روزنامه مای‌نیچی توکیو |